# United States of Al
United States of Al es una serie de televisión de comedia de situación estadounidense creada por David Goetsch y Maria Ferrari quienes también producen junto a Chuck Lorre para Warner Bros. Television. La serie es protagonizada por Adhir Kalyan interpretando a Al, la serie sigue su vida mientras se traslada de Afganistán a Columbus (Ohio) con su amigo Riley (Parker Young), un Marine al que ayudó como intérprete. Dean Norris, Elizabeth Alderfer, Kelli Goss y Farrah Mackenzie también protagonizan la serie. La serie se estrenó en CBS el 1 de abril de 2021 con reseñas negativas por parte de la crítica. En mayo de 2021, la serie fue renovada para una segunda temporada que se estrenó el 7 de octubre de 2021. En mayo de 2022, la serie fue cancelada tras dos temporadas.

## Sinopsis
La serie sigue la amistad entre Riley, un veterano de combate, y Awalmir (Al), un intérprete de Afganistán que ayudó al primero mientras servía en los Marines. Mientras se reajustan a sus vidas normales en Columbus (Ohio), Al se muda con Riley y conoce a su padre Art. Más tarde se entera de que Riley está pasando por un divorcio con su esposa Vanessa, que tiene la custodia de su única hija Hazel. Tratando de ayudar a su amigo, que también está lidiando con el trastorno de estrés postraumático, Al decide que su misión es hacer que Riley y Vanessa vuelvan a estar juntos.

## Elenco y personajes

### Principales
- Adhir Kalyan como Awalmir: Un intérprete de Afganistán que también se hace llamar Al.[4]
- Parker Young como Riley: Un veterano de combate de los Marines que intenta readaptarse a la vida civil en Ohio[5]
- Elizabeth Alderfer como Lizzie: La hija de Art y la hermana menor de Riley.[6]
- Kelli Goss como Vanessa: La esposa de Riley y la cuidadora de su hija.[6]
- Dean Norris como Art: Un veterano y el padre de Riley y Lizzie.[7]
- Farrah Mackenzie como Hazel: La hija de Riley y Vanessa.[8]

### Recurrente
- Brian Thomas Smith como Freddy: El nuevo novio de Vanessa.

### Invitados
- Patrick Cage como Michael: El difunto prometido de Lizzie[9]
- Zarmina Hamidi como Gul Bashra: La madre estricta de Al.[10]
- Wali Habib como Zubair: El primo de Al.
- Sitara Attai as Hassina: La hermana de Al.
- Susan Ruttan como la Sra. Foster: La vecina de Al.
- Riki Lindhome como Chloe: La gerente de un Concesionario de automóviles que le vende un auto a Al.
- Azita Ghanizada como Ariana: La hija de Kasim.
- Zadran Wali como Kasim: El dueño de un restaurante que visita Al.
- Hayden Crawford como Shawn
- Rose Abdoo como Donna
- Rachel Bay Jones como Lois
- Gigi Rice como Janet
- Jeanine Anderson como Pam
- Nikki Crawford como Barbara
- Frederik Dawson como Bingo Caller
- Reatha Grey como Eileen
- Patrick Fischler como Clint

## Episodios

### Temporadas
| Temporada | Temporada | Episodios | Episodios | Emisión original     | Emisión original    |
| Temporada | Temporada | Episodios | Episodios | Primera emisión      | Última emisión      |
| --------- | --------- | --------- | --------- | -------------------- | ------------------- |
|           | 1         | 13        | 13        | 1 de abril de 2021   | 24 de junio de 2021 |
|           | 2         | 22        | 22        | 7 de octubre de 2021 | 19 de mayo de 2022  |

### Primera temporada (2021)
| N.º en serie | N.º en temp. | Título                          | Dirigido por    | Escrito por | Fecha de emisión original | Código de prod. | Audiencia (millones) |
| --- | ------------ | ------------------------------- | --------------- | --- | ------------------------- | --------------- | -------------------- |
| 1 | 1            | «Pilot»                         | Mark Cendrowski | Maria Ferrari & David Goetsch | 1 de abril de 2021        | T11.10132       | 5,31                 |
| En Columbus (Ohio), el veterano de combate de los Marines Riley, que sirvió en Afganistán, y su hermana pequeña Lizzie se reúnen en el aeropuerto con el intérprete de Riley, Awalmir, al que llaman «Al», que pasará sus primeras semanas en Estados Unidos viviendo en su garaje. Tras enterarse de que Riley se está divorciando de su esposa Vanessa, Al conoce a Art, el padre de Riley, que también es un veterano. Por la noche, Al es detenido por conducir demasiado despacio y es dejado ir con una advertencia por un oficial de policía que también es un marine. Al día siguiente, Al consigue un reencuentro entre Riley y Vanessa, en el que beben té y hablan de su fallido matrimonio. En un flashback de la Provincia de Helmand, Afganistán, en 2011, Al le grita a Riley por haberle dado un arma sin balas. |              |                                 |                 | |                           |                 |                      |
| 2 | 2            | «Repair / Tarmim»               | Nikki Lorre     | Guion de: Andy Gordon, Bobby Telatovich & Habib Zahori Historia de: Maria Ferrari, Dave Goetsch & Chuck Lorre                    | 8 de abril de 2021        | T12.16903       | 5,38                 |
| Después de que se produzca una fuga de agua, Riley y Al visitan a Vanessa en su casa para evitar pagar a un fontanero. Hablando con cada uno de ellos por separado, Al se entera de que Riley engañó a Vanessa cuando aún estaban casados y que Riley sospechaba que Vanessa tenía una aventura con su amigo Freddy mientras él estaba desplegado. Riley se entera de que Vanessa y Freddy eran amigos platónicos mientras él estaba desplegado, pero que han empezado a salir recientemente. Más tarde, Riley termina de arreglar la fuga y habla en privado con Vanessa sobre sus sentimientos pasados. Mientras tanto, Lizzie le cuenta a Art que ha perdido las placas militares de su difunto prometido Michael en una fiesta; la pareja utiliza un detector de metales para encontrar las placas. En un flashback de hace tres años, Riley y Vanessa, felizmente casados, se reúnen con Lizzie y Michael, recientemente comprometidos, y se refieren a sí mismos como las personas más afortunadas del mundo. |              |                                 |                 | |                           |                 |                      |
| 3 | 3            | «Shorts / Neykar»               | Mark Cendrowski | Guion de: Maria Ferrari, David Goetsch & Andy Gordon Historia de: Habib Zahori                                                   | 15 de abril de 2021       | T12.16902       | 5,45                 |
| Al saluda a Hazel, la hija de Riley, y se presenta como su padrino. En una videollamada con su madre, Al es reprendido por llevar pantalones cortos, ya que va en contra de su religión como musulmán. Al día siguiente, Al y Riley van al Departamento de Tráfico, donde Al se pone nervioso al ver que su instructora de conducción, Paula, también lleva pantalones cortos y, como resultado, suspende su examen de conducir. Deseando adaptarse a las normas sociales americanas, Al habla con Riley, Art y una ofendida Lizzie para solucionar las cosas, decidiendo evitar forzar su «doble moral» religiosa a otras personas. En su siguiente visita al Departamento de Tráfico con Paula como instructora de conducción, Al supera sus problemas al reconocer que tanto Paula como él mismo llevan pantalones cortos, sólo para ponerse nervioso una vez más después de detenerse en un semáforo junto a un autolavado de caridad con mujeres en bikini.                                                    |              |                                 |                 | |                           |                 |                      |
| 4 | 4            | «Spinach / Sabzi»               | Nikki Lorre     | Guion de: Fahim Anwar, Anthony Del Broccolo & Habib Zahori Historia de: Emily Ann Brandstetter, Chuck Lorre & Ursula Taherian    | 22 de abril de 2021       | T12.16904       | 5,37                 |
| Al se preocupa por el estilo de crianza de Riley, ya que cree que Hazel se ha convertido en una niña mimada. Después de que Al le diga a Art que Hazel debería mostrar signos de respeto ayudando en la casa sin exigir nada a cambio, Art se cae del tejado mientras intenta arreglar la chimenea y es enviado al hospital, y Al pasa un día cuidando de Hazel. En Urgencias, Riley acepta una oferta anterior para trabajar para su padre en una empresa de construcción, con la condición de que Al también pueda trabajar allí. A lo largo de la semana, Al también empieza a mensajearse con su primo, Zubair, ya que ambos disfrutan presumiendo de sus posesiones; la pareja acaba utilizando Photoshop para presumir. |              |                                 |                 | |                           |                 |                      |
| 5 | 5            | «Homesick / Deghyat»            | Nikki Lorre     | Guion de: Dave Geotsch, Andy Gordon & Habib Zahori Historia de: Reza Aslan, Maria Ferrari & Mahyad Tousi                         | 29 de abril de 2021       | T12.16905       | 5,25                 |
| Tras fracasar en su intento de comunicarse y conectar con sus vecinos ofreciendo su arroz con leche casero como regalo, Al empieza a desear estar de nuevo con su familia en Afganistán. Queriendo ayudar, Riley hace que Al empiece a boxear en su garaje para olvidarse de sus preocupaciones y expresar sus sentimientos; Riley admite que le gustaría volver a estar con Vanessa si ella dejara a Freddy. En una videollamada, Al le dice a su hermana Hassina que echa de menos a su familia. Lizzie escucha y habla con Al, quien le explica su nostalgia. Más tarde, Riley lleva a Al a un bar, donde éste recibe el número de teléfono de un camarero. En casa, la familia de Riley organiza una cena con ropa y comida de Afganistán, lo que hace las delicias de Al. |              |                                 |                 | |                           |                 |                      |
| 6 | 6            | «Fundraiser / Baspana Towlawal» | Nikki Lorre     | Guion de: Fahim Anwar, Emily Ann Brandstetter & Bobby Telatovich Historia de: Joshua Keller Katz, Chuck Lorre & Chase Millsap    | 6 de mayo de 2021         | T12.16906       | 4,80                 |
| Art invita a Riley y a Al a una recaudación de fondos para que den discursos, mientras que a Lizzie le dicen que haga una presentación de diapositivas. Mientras dejan a Hazel, Riley y Freddy tienen una conversación incómoda. En casa, Al le dice a Lizzie que Riley ha cambiado desde su regreso a Ohio y parece estar «perdido». En la recaudación de fondos, Riley se pone ansioso y se va después de ver que el pase de diapositivas proyecta imágenes de él en uniforme. Poco después, Al pronuncia un discurso en el que habla de los 17.000 intérpretes que están en Afganistán a la espera de visados, llama a Riley héroe y hermano y canta «It's Not Unusual». Al encontrarlo en un parque de béisbol, Vanessa le da a Riley comida y una aspirina. Más tarde, la pareja ve el discurso de Al en su teléfono y se percata de una Lizzie extasiada. |              |                                 |                 | |                           |                 |                      |
| 7 | 7            | «Car / Motar»                   | Nikki Lorre     | Guion de: Maria Ferrari, Dave Goetsch & Andy Gordon Historia de: Hila Hamidi, Chuck Lorre & Habib Zahori                         | 13 de mayo de 2021        | T12.16907       | 5,23                 |
| Tras recibir su primera paga, Al afirma que quiere ayudar a la familia de Riley y a la suya propia en Afganistán, al tiempo que sueña con comprarse un auto. Por ello, Riley lleva a Al a un concesionario de automóviles, donde ambos negocian para conseguir una mejor oferta y comprar un auto a cuotas. Sin embargo, Lizzie les informa de que, en realidad, les han estafado con pagos futuros con un 20 por ciento de interés, y Riley se da cuenta de que también hizo un mal negocio al comprar su camión hace tres años. Al descubrir que no puede devolver el auto, decide aceptar otro trabajo para pagarlo, y es contratado en el supermercado local. En su casa, Riley le da a Al el dinero en efectivo que recibió tras vender su moto para ayudarle a pagar el coche. |              |                                 |                 | |                           |                 |                      |
| 8 | 8            | «Roht / Sweet Bread»            | Nikki Lorre     | Guion de: Miriam Arghandiwal, Maria Ferrari & Habib Zahori Historia de: Fahim Anwar, Hila Hamidi & Ursula Taherian               | 20 de mayo de 2021        | T12.16910       | 4,05                 |
| 9 | 9            | «Birthday / Kaleeza»            | Mark Cendrowski | Guion de: Maria Ferrari, Ursula Taherian & Habib Zahori Historia de: Anthony Del Broccolo, Dave Goetsch & Bobby Telatovich       | 27 de mayo de 2021        | T12.16909       | 4,06                 |
| 10 | 10           | «Matchmaker / Roybar»           | Nikki Lorre     | Guion de: Anthony Del Broccolo, Dave Goetsch & Andy Gordon Historia de: Emily Ann Brandstetter, Chuck Lorre & Ursula Taherian    | 3 de junio de 2021        | T12.16908       | 3,95                 |
| 11 | 11           | «Blackout / Parchawi»           | Nikki Lorre     | Guion de: Maria Ferrari, Dave Goetsch & Andy Gordon Historia de: Emily Ann Brandstetter, Jeff Silverstein & Habib Zahori         | 10 de junio de 2021       | T12.16911       | 3,92                 |
| 12 | 12           | «Dog / Spai»                    | Mark Cendrowski | Guion de: Fahim Anwar, Anthony Del Broccolo & Ursula Taherian Historia de: Andy Gordon, Chuck Lorre & Habib Zahori               | 17 de junio de 2021       | T12.16912       | 4,05                 |
| 13 | 13           | «Help / Komak»                  | Mark Cendrowski | Guion de: Emily Ann Brandstetter, Anthony Del Broccolo & Bobby Telatovich Historia de: Maria Ferrari, Dave Goetsch & Chuck Lorre | 24 de junio de 2021       | T12.16913       | 3,83                 |

### Segunda temporada (2021–22)
| N.º en serie | N.º en temp. | Título                        | Dirigido por    | Escrito por | Fecha de emisión original | Código de prod. | Audiencia (millones) |
| ------------ | ------------ | ----------------------------- | --------------- | --- | ------------------------- | --------------- | -------------------- |
| 14           | 1            | «Promises / Wadaha»           | Mark Cendrowski | Guion de: Emily Ann Brandstetter, Maria Ferrari, Dave Goetsch, Ursula Taherian, Chuck Tatham & Habib Zahori Historia de: Miriam Arghandiwal, Reza Aslan, Hila Hamidi, Chase Millsap, Bobby Telatovich & Mahyad Tousi | 7 de octubre de 2021      | T12.17354       | 4,84                 |
| 15           | 2            | «Repo / Wapas Geri»           | Mark Cendrowski | Guion de: Fahim Anwar & Bobby Telatovich Historia de: Anthony Del Broccolo & Andy Gordon | 14 de octubre de 2021     | T12.17355       | 4,54                 |
| 16           | 3            | «Mo / Masoud»                 | Mark Cendrowski | Guion de: Emily Ann Brandstetter, Maria Ferrari & Chuck Lorre Historia de: Fahim Anwar, Dave Goetsch & Ursula Taherian                                                                                               | 21 de octubre de 2021     | T12.17352       | 4,39                 |
| 17           | 4            | «Panic / Tars»                | Mark Cendrowski | Guion de: Dave Goetsch, Andy Gordon & Habib Zahori Historia de: Miriam Arghandiwal, Anthony Del Broccolo & Chuck Lorre                                                                                               | 28 de octubre de 2021     | T12.17351       | 5,07                 |
| 18           | 5            | «Date / Didar»                | Mark Cendrowski | Guion de: Anthony Del Broccolo & Ursula Taherian Historia de: Fahim Anwar & Bobby Telatovich | 4 de noviembre de 2021    | T12.17356       | 4,83                 |
| 19           | 6            | «Veterans Day / Roz-e Sarbaz» | Mark Cendrowski | Guion de: Emily Ann Brandstetter & Bobby Telatovich Historia de: Maria Ferrari & Chuck Tatham | 11 de noviembre de 2021   | T12.17357       | 4,69                 |
| 20           | 7            | «College / Pohantoon»         | Mark Cendrowski | Guion de: Maria Ferrari, Andy Gordon & Habib Zahori Historia de: Dave Goetsch, Chuck Lorre & Jeff Silverstein | 18 de noviembre de 2021   | T12.17353       | 4,72                 |
| 21           | 8            | «Wisdom / Hikmat»             | Mark Cendrowski | Guion de: Fahim Anwar, Anthony Del Broccolo y Andy Gordon Historia de: Dave Goetsch, Chuck Lorre y Habib Zahori | 2 de diciembre de 2021    | T12.17358       | 4,59                 |
| 22           | 9            | «Christmas / Krismis»         | Mark Cendrowski | Guion de: Emily Ann Brandstetter, Ursula Taherian y Bobby Telatovich Historia de: Anthony Del Broccolo, Chuck Tatham y Habib Zahori                                                                                  | 9 de diciembre de 2021    | T12.17359       | 5,00                 |
| 23           | 10           | «Professor / Ustad»           | Mark Cendrowski | Guion de: Fahim Anwar, Dave Goetsch y Chuck Tatham Historia de: Anthony Del Broccolo, Maria Ferrari y Andy Gordon | 6 de enero de 2022        | T12.17360       | 5,47                 |
| 24           | 11           | «Punch / Musht»               | Mark Cendrowski | Guion de: Andy Gordon, Chuck Tatham y Habib Zahori Historia de: Chuck Lorre, Ursula Taherian y Bobby Telatovich | 13 de enero de 2022       | T12.17361       | 5,48                 |
| 25           | 12           | «Poker / Pokar»               | Nikki Lorre     | Guion de: Emily Ann Brandstetter y Anthony Del Broccolo Historia de: Andy Gordon, Chuck Lorre y Bobby Telatovich | 20 de enero de 2022       | T12.17362       | 5,44                 |
| 26           | 13           | «Hunt / Shikar»               | Nikki Lorre     | Guion de: Fahim Anwar, Dave Goetsch y Ursula Taherian Historia de: Joshua Keller Katz, Chuck Tatham y Bobby Telatovich                                                                                               | 27 de enero de 2022       | T12.17363       | 5,57                 |
| 27           | 14           | «Kiss / Maach»                | Nikki Lorre     | Guion de: Dave Goetsch, Andy Gordon y Chuck Tatham Historia de: Fahim Anwar, Chuck Lorre y Ursula Taherian | 24 de febrero de 2022     | T12.17365       | 5,03                 |
| 28           | 15           | «Tattoo / Khaal»              | Nikki Lorre     | Guion de: Anthony Del Broccolo, Maria Ferrari y Habib Zahori Historia de: Emily Ann Brandstetter, Andy Gordon y Chuck Lorre                                                                                          | 3 de marzo de 2022        | T12.17364       | 4,01                 |
| 29           | 16           | «Gout / Nikres»               | Nikki Lorre     | Guion de: Maria Ferrari, Chuck Lorre y Habib Zahori Historia de: Emily Ann Brandstetter, Anthony Del Broccolo y Andy Gordon                                                                                          | 10 de marzo de 2022       | T12.17366       | 5,14                 |
| 30           | 17           | «Virgin / Bakr»               | Nikki Lorre     | Guion de: Dave Goetsch, Andy Gordon y Habib Zahori Historia de: Reza Aslan, Maria Ferrari y Chuck Lorre | 31 de marzo de 2022       | T12.17367       | 5,02                 |
| 31           | 18           | «Divorce / Talaq»             | Nikki Lorre     | Guion de: Fahim Anwar, Anthony Del Broccolo y Maria Ferrari Historia de: Andy Gordon, Chuck Tatham y Habib Zahori | 14 de abril de 2022       | T12.17368       | 4,91                 |
| 32           | 19           | «Guilt / Gunah»               | Nikki Lorre     | Guion de: Dave Goetsch, Chuck Tatham y Bobby Telatovitch Historia de: Jeff Silverstein, Ursula Taherian y Habib Zahori                                                                                               | 21 de abril de 2022       | T12.17369       | 5,19                 |
| 33           | 20           | «Sock / Jeraab»               | Nikki Lorre     | Guion de: Fahim Anwar, Anthony Del Broccolo y Maria Ferrari Historia de: Dave Goetsch, Ursula Taherian y Habib Zahori                                                                                                | 28 de abril de 2022       | T12.17370       | 4,62                 |
| 34           | 21           | «Desire / Khwast»             | Mark Cendrowski | Guion de: Dave Goetsch, Andy Gordon y Chuck Lorre Historia de: Fahim Anwar, Maria Ferrari y Chuck Tatham | 12 de mayo de 2022        | T12.17371       | 4,91                 |
| 35           | 22           | «Chaos / Aashob»              | Mark Cendrowski | Guion de: Maria Ferrari, Andy Gordon y Chuck Tatham Historia de: Fahim Anwar, Ursula Taherian y Habib Zahori | 19 de mayo de 2022        | T12.17372       | 4,79                 |

## Producción

### Desarrollo
El 10 de octubre de 2019, se anunció que CBS había ordenado la producción de un piloto para una comedia de situación multicámara titulada United States of Al producida por Chuck Lorre, David Goetsch y Maria Ferrari, el piloto fue producido por Warner Bros. Television y Chuck Lorre Productions, teniendo como productores ejecutivos a Lorre, Goetsch, Ferrari, Reza Aslan, Mahyad Tousi, y el director Mark Cendrowski. En noviembre de 2020, CBS ordenó la producción de la serie. La serie se estrenó el 1 de abril de 2021.

### Casting
En diciembre de 2019, se anunció que Adhir Kalyan y Parker Young se habían unido al elenco principal de la serie. En enero de 2020 se anunció que Dean Norris, Kelli Goss y Elizabeth Alderfer, se habían unido al elenco principal de la serie. En enero de 2021, se anunció que Farrah Mackenzie se había unido al elenco principal de la serie.

### Controversia
Antes de su emisión, algunas de las decisiones de la serie y su tráiler recibieron comentarios negativos. En particular, se criticó la elección de un actor indio nacido en Sudáfrica para interpretar a un protagonista afgano y su uso de un acento poco auténtico. El productor Reza Aslan defendió el programa en las redes sociales contra las críticas, respondiendo a las reacciones dirigidas a los temas del programa y a las decisiones de reparto.
Aslan declaró que la serie cuenta con dos guionistas afgano-americanos y uno afgano, así como con dos productores iraní-americanos. Goetsch añadió que el desarrollo del programa incluyó extensas entrevistas con refugiados afganos y veteranos estadounidenses.

## Recepción

### Respuesta crítica
El sitio web del agregador de reseñas Rotten Tomatoes la serie tiene un índice de aprobación del 27%, basándose en 11 reseñas con una calificación media de 4,42/10. El consenso crítico dice: «United States of Al tiene buenas intenciones, pero su humor flojo y la unidimensionalidad de su personaje titular demuestran que el camino hacia la comedia de humor fallida puede estar pavimentado con buenas intenciones». En Metacritic, tiene una puntuación media ponderada de 50 de 100, basada en 9 reseñas, indicando «reseñas mixtas o medias».
En las primeras reseñas contemporáneas, United States of Al recibió comentarios mayoritariamente negativos. Sin embargo, Los Angeles Times examinó las reseñas de varios críticos y las resumió como un ejemplo del «campo minado que existe en torno a los esfuerzos bienintencionados por diversificar la televisión guionizada» debido a que ignoraban la representación cultural del personaje principal y los intentos del programa por diversificar la televisión, calificando las reseñas como «perjudiciales para las futuras representaciones de los musulmanes».
Daniel Fienberg de The Hollywood Reporter, escribió «Las elecciones de Kalyan no son divertidas, ni tampoco las de los guionistas para Al. Es una mala mezcla [...] dado que el comienzo aquí es aún más accidentado que el de otras series recientes de Lorre, realmente no puedo recomendar esperar». Diane Gordon, de TV Guide, criticó la serie con sólo 2 de 5 estrellas; su crítica se centró en los intentos de comedia del programa, que le parecieron «baratas y poco entusiastas». Roxana Hadadi de RogerEbert.com criticó la serie y a sus creadores por utilizar tropos anticuados al intentar ser cómicos. Caroline Framke de Variety hizo observaciones sobre la escritura de la serie, afirmando que ésta «se esfuerza tanto por hacer aceptable a su protagonista afgano que se olvida de darle cualquier complejidad».
El periodista afgano Ali Latifi compartió sus críticas a la serie en un artículo de opinión para Business Insider afirmando que «la producción de Chuck Lorre es un programa de otra época: todo son personajes planos, y chistes baratos y poco inspirados». Al tiempo que elogiaba la serie de televisión de Lorre The Big Bang Theory, también compartió una cita de una conversación con la activista de derechos sociales afgana-estadounidense Mariam Wardak, a la que citó diciendo que «en lugar de mostrar a los intérpretes afganos como hombres valientes que se juegan la vida y se arriesgan a ser condenados al ostracismo en su comunidad, tenemos a un hombre moreno escuálido y torpe al lado de este GI Joe».
A pesar de sus críticas negativas, la serie recibió elogios de miembros del ejército estadounidense. El Mayor Garrett, corresponsal de CBS News, alabó la serie, describiéndola como una comedia que anima a su público a comprometerse con un problema mayor. Aunque la Fundación Afgana-Americana criticó al elenco principal, aplaudió la inclusión de guionistas afganos-americanos en el programa como algo «encomiable y sin precedentes», esperando que la serie conduzca a más representaciones reflexivas de los afganos-americanos.

### Audiencias

#### Temporada 1
| N.º | Título                          | Fecha de emisión    | ÍA (18–49) | Audiencia (millones) | DVR (18–49) | Audiencia DVR (millones) | Total (18–49) | Audiencia total (millones) |
| --- | ------------------------------- | ------------------- | ---------- | -------------------- | ----------- | ------------------------ | ------------- | -------------------------- |
| 1   | «Pilot»                         | 1 de abril de 2021  | 0,6        | 5,31                 | 0,1         | 0,71                     | 0,7           | 6,02                       |
| 2   | «Repair / Tarmim»               | 8 de abril de 2021  | 0,6        | 5,38                 | 0,1         | 0,93                     | 0,8           | 6,31                       |
| 3   | «Shorts / Neykar»               | 15 de abril de 2021 | 0,6        | 5,45                 | —           | —                        | —             | —                          |
| 4   | «Spinach / Sabzi»               | 22 de abril de 2021 | 0,6        | 5,37                 | 0,2         | 0,86                     | 0,7           | 6,23                       |
| 5   | «Homesick / Deghyat»            | 29 de abril de 2021 | 0,5        | 5,25                 | 0,1         | 0,78                     | 0,6           | 6,03                       |
| 6   | «Fundraiser / Baspana Towlawal» | 6 de mayo de 2021   | 0,5        | 4,80                 | 0,1         | 0,80                     | 0,5           | 5,60                       |
| 7   | «Car / Motar»                   | 13 de mayo de 2021  | 0,6        | 5,23                 | 0,2         | 0,85                     | 0,7           | 6,08                       |
| 8   | «Roht / Sweet Bread»            | 20 de mayo de 2021  | 0,5        | 4,05                 | 0,1         | 0,84                     | 0,6           | 4,89                       |
| 9   | «Birthday / Kaleeza»            | 27 de mayo de 2021  | 0,4        | 4,06                 | 0,1         | 0,80                     | 0,6           | 4,86                       |
| 10  | «Matchmaker / Roybar»           | 3 de junio de 2021  | 0,5        | 3,95                 | 0,1         | 0,88                     | 0,6           | 4,83                       |
| 11  | «Blackout / Parchawi»           | 10 de junio de 2021 | 0,5        | 3,92                 | 0,1         | 0,83                     | 0,6           | 4,74                       |
| 12  | «Dog / Spai»                    | 17 de junio de 2021 | 0,4        | 4,05                 | 0,1         | 0,72                     | 0,6           | 4,77                       |
| 13  | «Help / Komak»                  | 24 de junio de 2021 | 0,4        | 3,83                 | 0,1         | 0,70                     | 0,5           | 4,53                       |

#### Temporada 2
| N.º | Título                        | Fecha de emisión        | ÍA (18–49) | Audiencia (millones) | DVR (18–49) | Audiencia DVR (millones) | Total (18–49) | Audiencia total (millones) |
| --- | ----------------------------- | ----------------------- | ---------- | -------------------- | ----------- | ------------------------ | ------------- | -------------------------- |
| 1   | «Promises / Wadaha»           | 7 de octubre de 2021    | 0.5        | 4,84                 | —           | —                        | —             | —                          |
| 2   | «Repo / Wapas Geri»           | 14 de octubre de 2021   | 0.5        | 4,54                 | 0,1         | 0,90                     | 0,6           | 5,44                       |
| 3   | «Mo / Masoud»                 | 21 de octubre de 2021   | 0.5        | 4,39                 | 0,1         | 0,88                     | 0,6           | 5,27                       |
| 4   | «Panic / Tars»                | 28 de octubre de 2021   | 0.5        | 5,07                 | —           | —                        | —             | —                          |
| 5   | «Date / Didar»                | 4 de noviembre de 2021  | 0.5        | 4,83                 | —           | —                        | —             | —                          |
| 6   | «Veterans Day / Roz-e Sarbaz» | 11 de noviembre de 2021 | 0,4        | 4,69                 | —           | —                        | —             | —                          |
| 7   | «College / Pohantoon»         | 18 de noviembre de 2021 | 0,5        | 4,72                 | 0,1         | 0,88                     | 0,6           | 5,60                       |
| 8   | «Wisdom / Hikmat»             | 2 de diciembre de 2021  | 0,5        | 4,59                 | 0,1         | 1,07                     | 0,6           | 5,66                       |
| 9   | «Christmas / Krismis»         | 9 de diciembre de 2021  | 0,5        | 5,00                 | 0,1         | 1,00                     | 0,6           | 6,00                       |
| 10  | «Professor / Ustad»           | 6 de enero de 2022      | 0,5        | 5,47                 | —           | —                        | —             | —                          |
| 11  | «Punch / Musht»               | 13 de enero de 2022     | 0,5        | 5,48                 | —           | —                        | —             | —                          |
| 12  | «Poker / Pokar»               | 20 de enero de 2022     | 0,5        | 5,44                 | —           | —                        | —             | —                          |
| 13  | «Hunt / Shikar»               | 27 de enero de 2022     | 0,5        | 5,57                 | —           | —                        | —             | —                          |
| 14  | «Kiss / Maach»                | 24 de febrero de 2022   | 0,5        | 5,03                 | —           | —                        | —             | —                          |
| 15  | «Tattoo / Khaal»              | 3 de marzo de 2022      | 0,3        | 4,01                 | —           | —                        | —             | —                          |
| 16  | «Gout / Nikres»               | 10 de marzo de 2022     | 0,5        | 5,14                 | —           | —                        | —             | —                          |
| 17  | «Virgin / Bakr»               | 31 de marzo de 2022     | 0,4        | 5,02                 | 0,1         | 0,82                     | 0,5           | 5,84                       |
| 18  | «Divorce / Talaq»             | 14 de abril de 2022     | 0,5        | 4,91                 | 0,1         | 0,93                     | 0,6           | 5,84                       |
| 19  | «Guilt / Gunah»               | 21 de abril de 2022     | 0,4        | 5,19                 | 0,1         | 0,91                     | 0,5           | 6,10                       |
| 20  | «Sock / Jeraab»               | 28 de abril de 2022     | 0,4        | 4,62                 | —           | —                        | —             | —                          |
| 21  | «Desire / Khwast»             | 12 de mayo de 2022      | 0,5        | 4,91                 | —           | —                        | —             | —                          |
| 22  | «Chaos / Aashob»              | 19 de mayo de 2022      | 0,5        | 4,79                 | —           | —                        | —             | —                          |